# Aartsbisdom Lomé

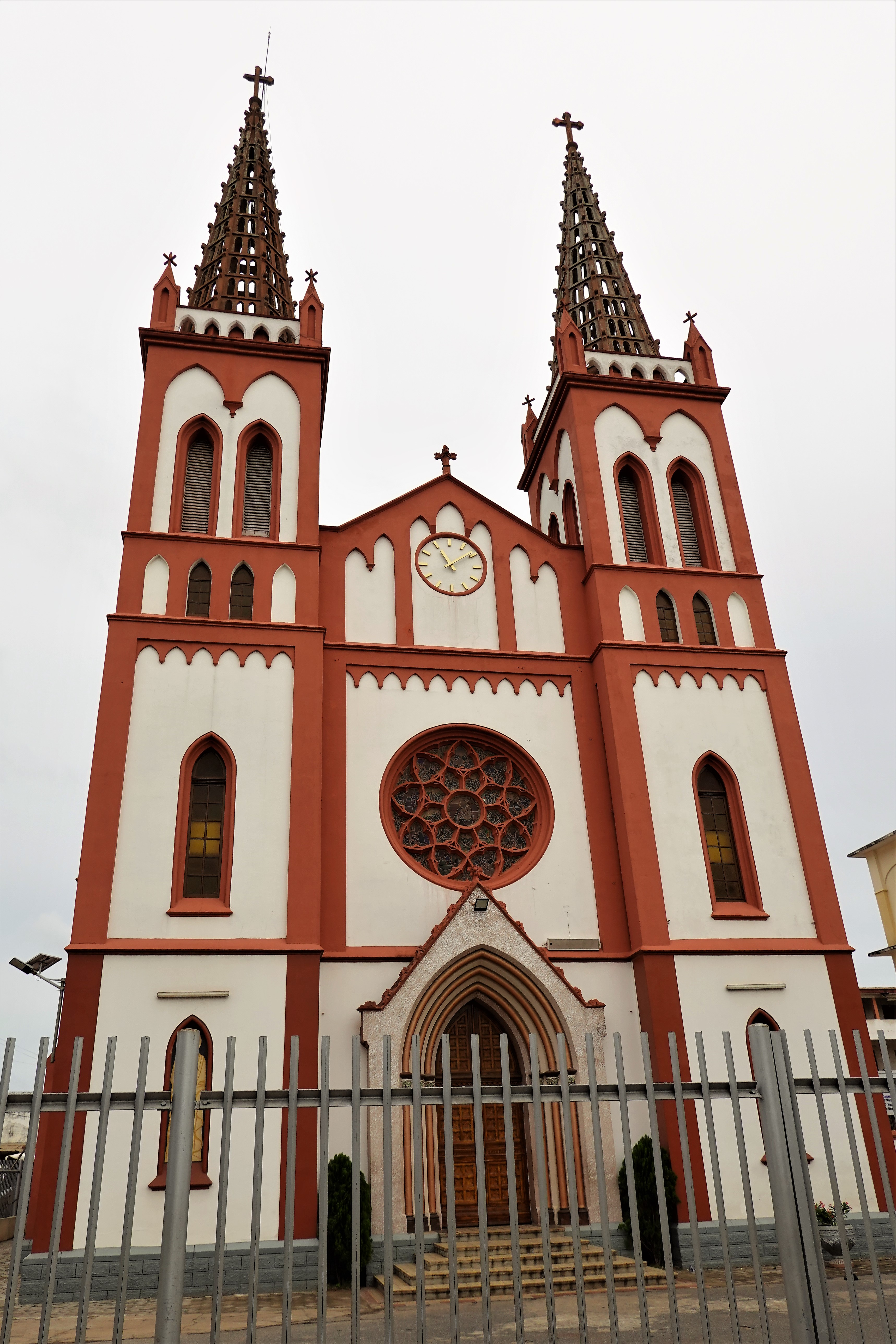
Heilig Hartkathedraal van Lomé

Het aartsbisdom Lomé (Latijn: Archidioecesis Lomensis; Frans: Archidiocese de Lomé) is een in Togo gelegen rooms-katholiek aartsbisdom met zetel in de Togolese hoofdstad Lomé. De aartsbisschop van Lomé is metropoliet van de kerkprovincie Lomé, waartoe ook de volgende suffragane bisdommen behoren:
- Bisdom Aného
- Bisdom Atakpamé
- Bisdom Dapaong
- Bisdom Kara
- Bisdom Kpalimé
- Bisdom Sokodé

## Geschiedenis
Op 12 april 1892 werd de apostolische prefectuur Togo opgericht uit een deel van de apostolische prefectuur Dahomey (het huidige Benin). Dit gebied omvatte de Duitse kolonie Togoland en het werd toevertrouwd aan de Missionarissen van Steyl. Op 16 maart 1914 werd het verheven tot apostolisch vicariaat. De eerste vicaris was de Steyler Missionaris Franziskus Wolf. In 1923 werd het gebied toevertrouwd aan de Sociëteit voor Afrikaanse Missiën. Op 18 mei 1937 werd de apostolische prefectuur Sokodé afgesplitst en op 14 juni 1938 werd het vicariaat hernoemd van Togo naar Lomé. Op 1955 werd Lomé verheven tot aartsbisdom. In 1994 werden de bisdommen Aného en Kpalimé afgesplitst.

## Bisschoppen van Lomé

### Apostolisch vicaris van Togo

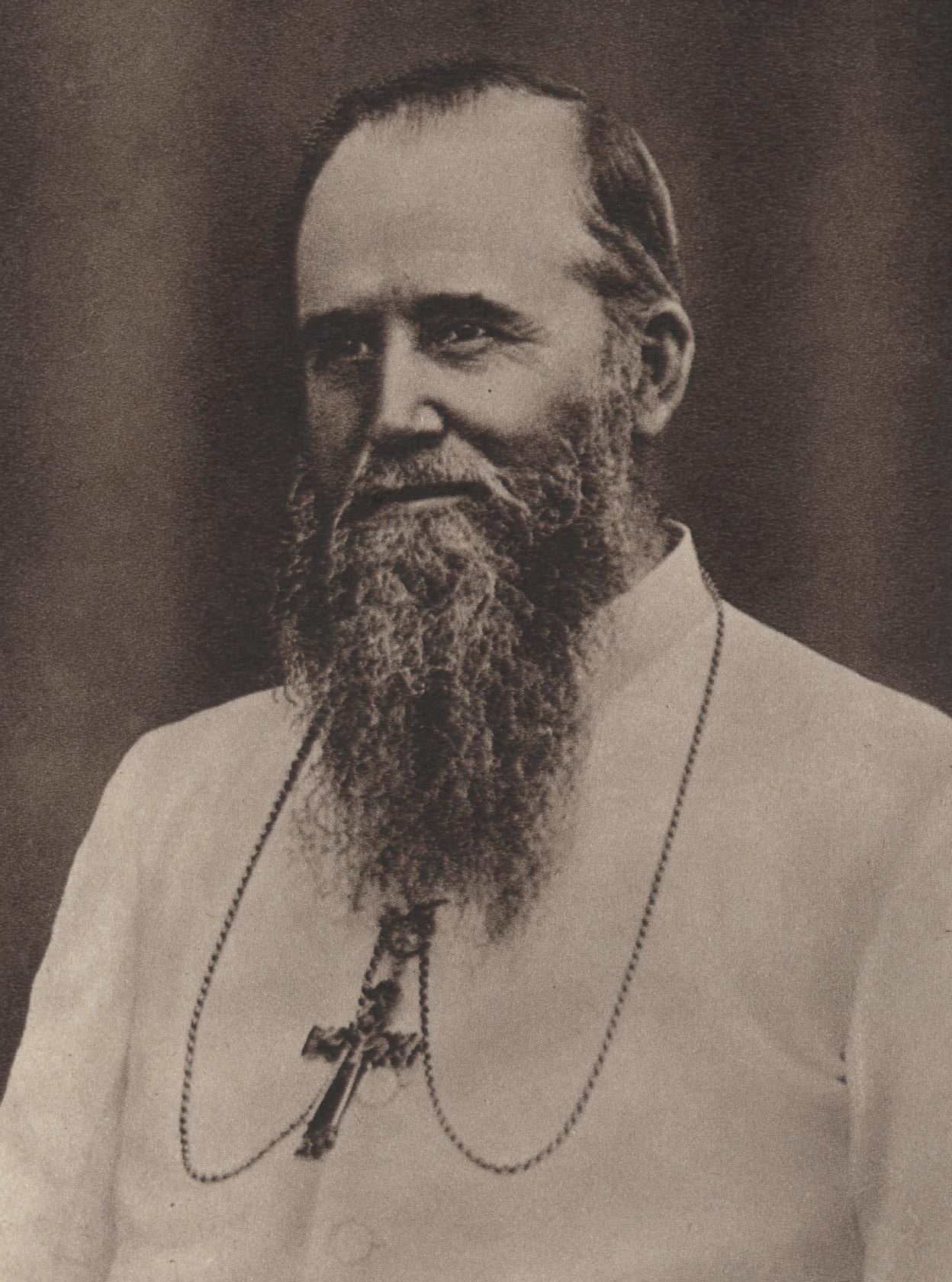
Franziskus Wolf

- 1914-1922: Franziskus Wolf SVD

### Apostolische vicarissen van Lomé
- 1923-1945: Jean-Marie Cessou SMA
- 1945-1955: Joseph-Paul Strebler SMA (vanaf 1955 aartsbisschop)

### Aartsbisschoppen van Lomé
- 1955-1961: Joseph-Paul Strebler SMA (tot 1955 apostolisch vicaris)
- 1962-1992: Robert-Casimir Dosseh-Anyron
- 1992-2007: Philippe Fanoko Kossi Kpodzro
- 2007-2019: Denis Komivi Amuzu-Dzakpah
- 2019- : Nicodème Anani Barrigah-Benissan